# Uan Muhuggiag
Uan Muhuggiag (auch: Wan Mughjaj, Uan Mugjaj (möglicherweise als Fehlschrift von: Muhjaj), Wan Mahugag und Uan Muhuggiag) ist ein Ort in der libyschen Sahara. Bekannt ist er für seine prähistorischen Felsbilder und für die Mumie eines kleinen Jungen, die der Archäologe und Anthropologe Fabrizio Mori 1958 an diesem Ort (nahe der Oasenstadt Ghat) im Tadrart Acacus, Fessan, gefunden hatte.
Die Mumie zeigt eine hochentwickelte Mumifizierungs-Technik. Sie ist rund 5500 Jahre alt und damit älter als alle vergleichbaren alten ägyptischen Mumien. Ausgestellt ist sie im Assaraya Alhamra Museum in Tripolis. Die Mumie stammt aus einer Kultur von Rinderhirten, die seinerzeit große Weidegründe vorfanden, weil die Sahara noch eine fruchtbare Savanne war. Auch konnten mögliche Zusammenhänge zur späteren ägyptischen Kultur hergestellt werden, nachdem man hundeköpfige Menschenfiguren, ähnlich dem Anubis, als Felszeichnungen und auf Keramiken im südlichen Niltal gefunden hatte.
Mori stieß bei seinen Forschungsarbeiten auf eine Höhle, die Anzeichen lieferte, dass sie zu verschiedenen Zeiten immer wieder genutzt worden war. An den Wänden fanden sich Bilder von Menschen, Tieren und Vieh sowie gekratzte Graffiti. Da der Höhlenboden sandig war und weich genug, um in ihm zu graben, nahm Mori die Gelegenheit wahr, die Höhle auszugraben. Knapp unter der Oberfläche stieß er auf ein seltsames Bündel, das sich nach sorgfältiger Untersuchung als die Mumie eines Kindes erwies. Das Kind war sorgfältig in Ziegenleder verpackt worden. Seine Eingeweide lagen daneben und waren, mutmaßlich aus Konservierungszwecken, in Wildkräuter eingelegt.
Es wird angenommen, dass das Kind zum Zeitpunkt seines Todes etwa drei Jahre alt war. Mittels 14C-Datierungs-Methode konnte die Mumie auf ein Alter zwischen 5400 und 5600 Jahren bestimmt werden.